# Свободная Родина (политическая партия)
Свободная Родина (арм. Ազատ Հայրենիք, Азат Айреник) —  политическая партия, действовавшая в непризнанной Нагорно-Карабахской Республике. Основана 29 января 2005 года. Председателем партии до 16 декабря 2020 год являлся Араик Арутюнян. 19 июня 2005 года партия «Свободная Родина» получила 12 мандатов из 33-х, после чего Араик Арутюнян был избран председателем партии. На состоявшихся 23 мая 2010 года выборах депутатов НС НКР партия «Свободная Родина» набрала по пропорциональной системе 46,4 % голосов избирателей и вместе с избранными по мажоритарной системе получила 14 парламентских мест и составила парламентское большинство.
На состоявшихся в 2015 году выборах в Национальное собрание 6 созыва, партия «Свободная Родина» набрала 47,6 голосов избирателей и вместе с избранными по мажоритарной системе получила 15 парламентских мест и составила парламентское большинство. Руководитель фракции Товмасян Артур Бабкенович.
На выборах 2020 года получила 16 мест из 33х. Сформировала коалицию с партией Единая Родина. Коалиция существовала с 10 мая 2020 по 10 ноября 2020 года.
В представительстве Арцаха в Ереване существует фракция партии 

## Программа
Программа партии — документ, выражающий национальные интересы Арцахского народа, его свободы, безопасность и право на самоопределение.
Партия — политическое объединение НКР на добровольной основе.
Цели:
- а) совместно с единомышленниками утвердить социальную справедливость,
- б) воскресить веру народа в собственные силы и светлое будущее,
- в) создать условия для формирования средних слоёв,
- г) способствовать духовному возрождению народа, повысить роль Армянской Апостольской Церкви

## Идеология
Национальные факторы, содействующие утверждению и защите: национальное и религиозное самосознание, экономическое развитие, сохранение языка, национальная образовательная система и культура, патриотизм и воинский дух, сохранение традиций, обычаев и семьи, добродетели и чувства собственного достоинства, солидарности, исторической памяти, национального мышления и духовной культуры. Основное отличие от других армянских и Арцахских партий заключается в доминировании идей экономического развития над демократическими преобразованиями. Экономическое развитие поможет обретению независимости, установлению гражданского общества и демократии.

## Центральный совет партии
- Арутюнян Араик Владимирович
- Аванесян Арпат Санджанович
- Уснунц Рудик Левонович
- Дживанян Овик Ханларович
- Дадаян Ромела Николаевна
- Каспарян Григорий Исакович
- Арутюнян Валерий Зурабович
- Петросян Карлен Рубенович
- Оганджанян Арарат Арамаисович
- Есаян Самвел Борисович
- Адамян Карен Месропович
- Азатян Камо Гургенович
- Алибабаян Геннадий Артаваздович
- Алавердян Гамлет Грантович
- Агаджанян Анаида Рубеновна
- Агаджанян Самвел Мардиевич
- Вирабян Самвел Михайлович
- Арустамян Арто Рубенович
- Арушанян Виген Андреевич
- Асрян Мурад Григорьевич
- Асрян Ася Аствацатуровна
- Аванесян Иван Хоренович
- Редактор газеты Акунк
- Бегларян Давид Владимирович
- Бегларян Эрик Камоевич
- Гаспарян Григорий Аракелович
- Григорян Арам Арамаисович
- Григорян Гарри Атанесович
- Григорян Олег Аршавирович
- Дадасян Артур Робертович
- Исраелян Рудольф Герасимович
- Исраелян Руслан Эдуардович
- Галстян Армо Александрович
- Хачатрян Каджик Генрихович
- Цатурян Армен Армоевич
- Айрапетян Алексей Андреевич
- Насибян Грачик Павлович
- Арутюнян Станислав Александрович
- Мирзоян Артак Владимирович
- Микаелян Арсен Сейранович
- Микаелян Владимир Мовсесович
- Мхитарян Артуш Варужанович
- Мнацаканян Сероб Михайлович
- Нариманян Камо Завенович
- Погосян Вахрам Артурович
- Айрапетян Сусанна Славовна
- Сарян Сумбат Зорабович
- Вирабян Михаил Самвелович
- Улубабян Вардгес Ашотович
- Кочарян Камо Виленович
- Оганян Армен Грантович
- Петросян Артур Шагенович
- Акопян Анна Гарниковна
- Товмасян Артур Бабкенович